# Ganso chino

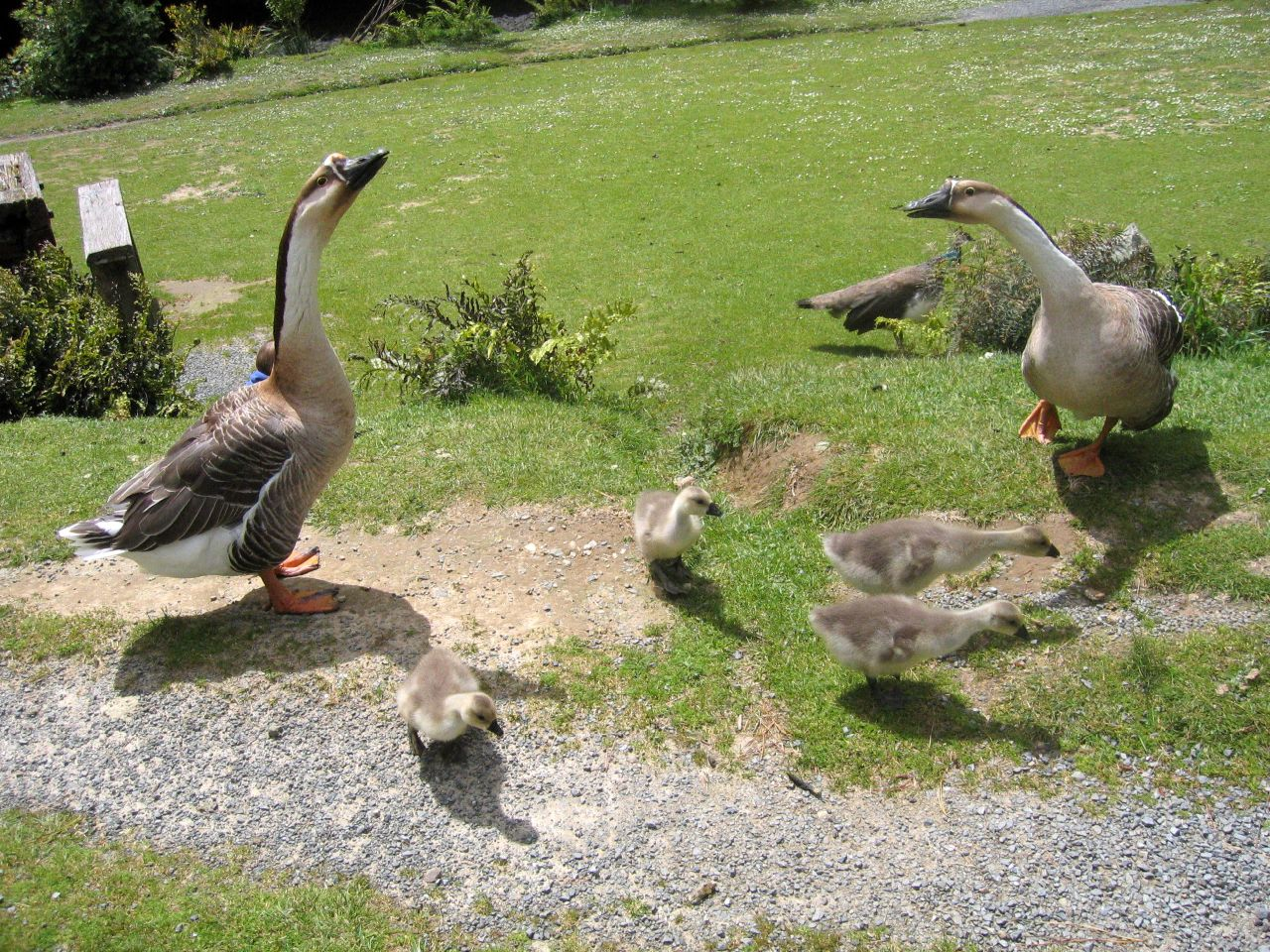
Una familia compuesta por seis individuos. Cuatro crías, un macho (izquierda) y una hembra (derecha), en la reserva de vida silvestre Staglands, Wellington, Nueva Zelanda.

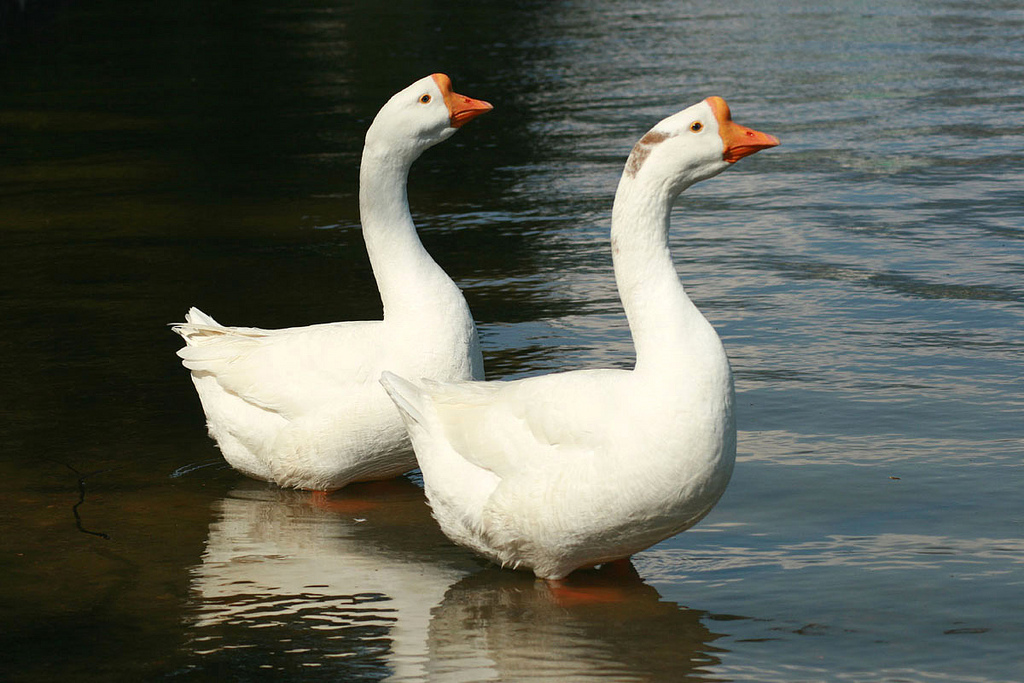
Dos ejemplares blancos en Kioto, Japón.

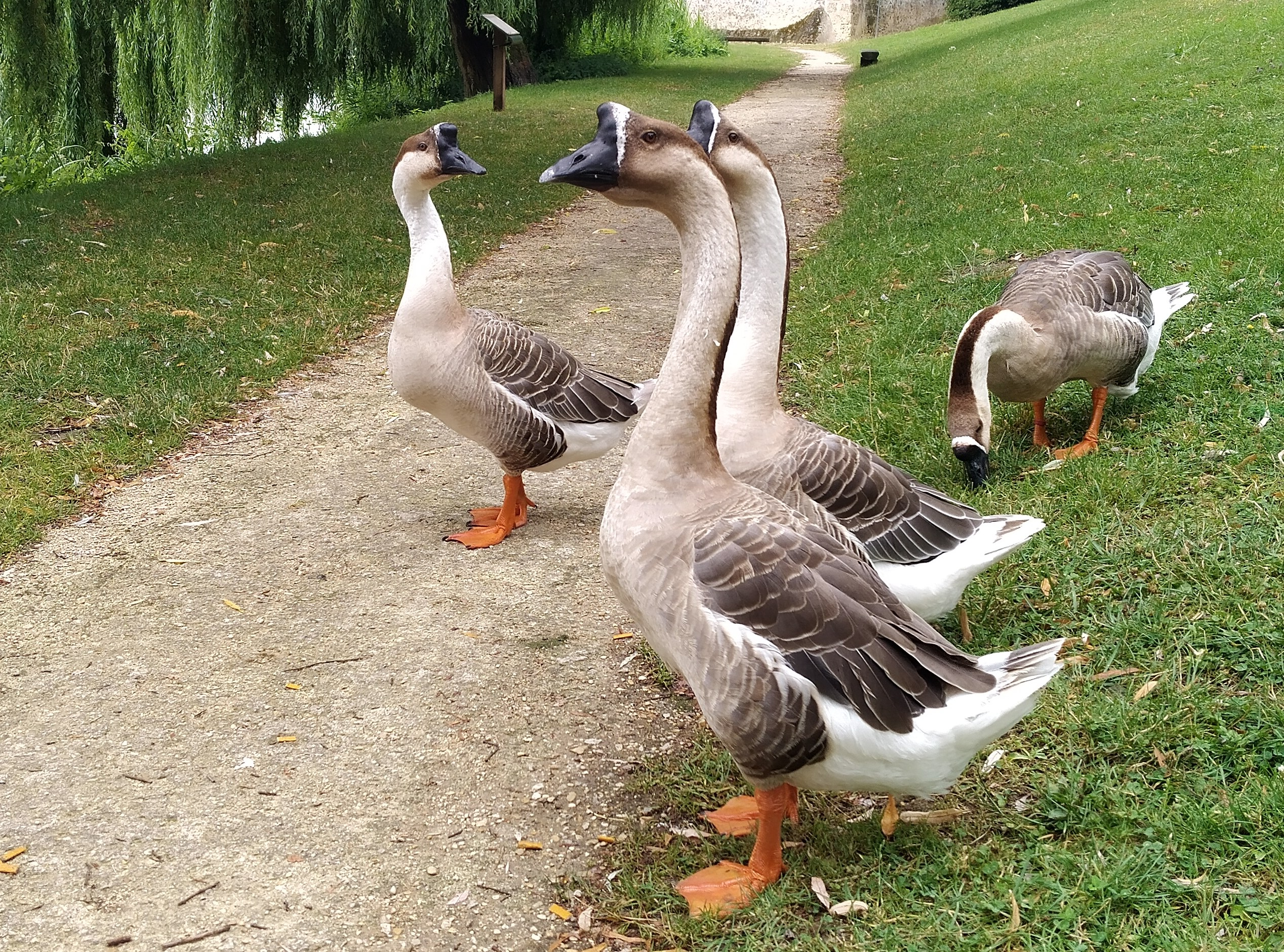
Cuatro individuos cerca del río Marne en Isla de Francia.

El chino es una raza internacional de ganso doméstico, conocida con este nombre en Europa y América. A diferencia de la mayoría de las razas de gansos, pertenece a los gansos de pico corto, que derivan del Anser cygnoides y se caracterizan por una protuberancia basal prominente en la parte superior del pico. Tiene su origen en China, donde existen más de veinte razas diferentes de ganso.

## Historia
A diferencia de la mayoría de las razas de gansos, que derivan del ganso común (Anser anser), el ganso chino pertenece a las razas de gansos orientales, que proceden del ganso cisne (Anser cygnoides) y se caracterizan por una protuberancia basal prominente en la parte superior del pico. Como sugiere su nombre, su origen se encuentra probablemente en China, donde existen más de veinte razas diferentes de ganso. : 4 
Se le vio en Gran Bretaña desde principios del siglo XVIII, si no antes, : 371  y estuvo presente en los Estados Unidos desde la última parte de ese siglo; se cree que George Washington mantuvo algunos en su plantación en Mount Vernon. 
Fue incluido en el primer Estándar de Perfección de la Asociación Avícola Norteamericana en 1874. : 20 : 203 
En el siglo XXI es una raza en peligro de extinción: siete países han informado de su existencia al DAD-IS (Australia, Lituania, Moldavia, la Federación Rusa, Eslovenia, Surinam y el Reino Unido), pero ninguno de ellos comunica datos sobre su población. Los últimos datos de población fueron comunicados por el Reino Unido en 2002, cuando había entre 150 y 1000 aves. La organización Livestock Conservancy de Estados Unidos lo clasifica como "vigilante", su tercer nivel de preocupación. 

## Características
Es significativamente más pesado que la variedad salvaje, hasta cinco kg los machos y cuatro kg las hembras. Se presenta en dos variedades: la de color marrón grisáceo, con una coloración similar a la de su ancestro el ganso cisne salvaje (Anser cygnoides), y la de color blanco.: 371  El pico y la protuberancia son negros en la variedad marrón grisácea, y anaranjados en la blanca; las patas y los pies son siempre anaranjados.: 361  En las aves criadas para exhibición, el cuello es largo y delgado. 

## Uso
Como ponedora, es la más prolífica de todas las razas de ganso, poniendo normalmente entre 50 y 60 huevos en una temporada de unos cinco meses, aunque a veces llega a poner 100 huevos durante ese tiempo.: 371 : 5  Los huevos pesan alrededor de 120 g, bastante menos que los de otros gansos.: 5  Como las demás razas, las bandadas de gansos chinos pueden utilizarse para proteger propiedades o para controlar las malas hierbas.: 371 : 203 : 473 